# 224 (numero)
Duecentoventiquattro (224) è il numero naturale dopo il 223 e prima del 225.

## Proprietà matematiche
- È un numero pari.
- È un numero composto con 12 divisori: 1, 2, 4, 7, 8, 14, 16, 28, 32, 56, 112 e 224. Poiché la somma dei suoi divisori (escluso il numero stesso) è 280 > 224, è un numero abbondante.
- È un numero semiperfetto in quanto pari alla somma di alcuni (o tutti) i suoi divisori.
- È un numero odioso.
- Può essere espresso in quattro modi diversi come differenza di due quadrati: 224=182-102=302-262=572-552=152-12.
- È la somma di due cubi (224=23+63) e di quattro cubi consecutivi (224=23+33+43+53).
- È un numero di Harshad in base 10, essendo divisibile per la somma delle sue cifre.
- In base 10, è divisibile per il prodotto delle sue cifre.
- M(224) = 3, un valore insolitamente alto.[1]
- È parte delle terne pitagoriche (30, 224, 226), (132, 224, 260), (168, 224, 280), (207, 224, 305), (224, 360, 424), (224, 420, 476), (224, 768, 800), (224, 882, 910), (224, 1560, 1576), (224, 1785, 1799), (224, 3132, 3140), (224, 6270, 6274), (224, 12543, 12545).
- È un numero palindromo nel sistema di numerazione posizionale a base 3 (22022).
- È un numero pratico.
- È un numero congruente.

## Astronomia
- 224P/LINEAR-NEAT è una cometa periodica del sistema solare.
- 224 Oceana è un asteroide della fascia principale del sistema solare.

## Astronautica
- Cosmos 224 è un satellite artificiale russo.

## Altri ambiti
- L'additivo alimentare E224 è il conservante metabisolfito di potassio.
- +224 è il prefisso telefonico internazionale della Guinea.